# 四川省文物保护单位
四川省文物保护单位是由四川省人民政府（四川省人民委員會、四川省革命委員會）公布的四川省省级文物保护单位。
中华人民共和国四川省人民政府（四川省人民委員會）先后公布了十一批四川省文物保护单位，包括文化大革命之前的两批共88处文物保護單位（後註銷2處）、文革中公佈的東漢李冰石刻象。但由於文化大革命对文物破壞严重，四川省于1980年重新公布了省级文物保护单位140处作为第一批四川省文物保护单位，依此类推，最近一次是2019年1月14日公布的第九批省级文物保护单位。随着1997年重庆市直辖脱离四川省，1997年之前公布的部分文物保护单位也随之改属重庆市。
- 第一批：1956年8月16日公布，61處（現屬重慶市範圍內的有13處）；[1]
- 第二批：1961年7月13日公布，27處（現屬重慶市範圍內的有4處）；
- 1962年3月12日註銷1處：八路軍烈士墓[2]
- 1964年12月2日註銷1處：「漢源文化館」題額[3]
- 1974年4月3日公佈，1處（東漢李冰石刻象）[4]
- 第一批：1980年7月7日重新公布，共140处（現屬重慶市範圍內的有23處），其中：[5][6]
  - 革命遗址及革命纪念建筑物：33处
  - 石窟寺：25处
  - 古建筑及历史纪念建筑物：55处
  - 石刻及其他：13处
  - 石墓葬：12处
  - 古遗址：2处
- 第二批：1987年1月16日公布，共3处；[6]
- 第三批：1991年4月16日公布，共131处（現屬重慶市範圍內的有20處），其中[7]：
  - 革命遗址及革命纪念建筑物：19处
  - 石窟寺：17处
  - 古建筑及历史纪念建筑物：59处
  - 石墓葬：14处
  - 古遗址：10处
  - 石刻及其他：12处
- 第四批：1996年9月16日公布，44處（現屬重慶市範圍內的有8處）[8]；
- 第五批：1998年9月30日公布1處（五糧液酒廠「長發生」、「利川永」老窖）[9]；2000年1月11日公布1處（成都市水井街酒坊遺址）[10]；
- 第六批：2002年12月27日公布，共91处[11]；
  - 第六批增补：2004年11月30日公佈，28处；[12]
- 第七批：2007年6月14日公布，共342处。[13]
- 第八批：2012年7月16日公布，共484处，包括：[14]
  - 古遗址：44处
  - 古墓葬：44处
  - 古建筑：226处
  - 石窟寺及石刻：60处
  - 近现代重要史迹及代表性建筑：110处
- 第九批：2019年1月10日公布，共196处。[15][16]
  - 第九批增补：2020年12月14日公布，共86处。[17]

## 按批次列表
此列表包含同时是全国重点文物保护单位的省级文物保护单位，也包括已经撤銷和已经划归重庆市管理的文物保护单位。

## 按所在地列表
此列表列举了各地级市、自治州的省级文物保护单位，不包括1997年後重慶市所轄地區內的文物保護單位。也不包括被列為全國重點文物保護單位的文物（有的文物是先列為省級，後列為全國重點；有的文物是先列為全國重點，後列為省級。所以不能全用“升級”的概念）。
索引：成都市、自贡市、攀枝花市、泸州市、德阳市、绵阳市、广元市、遂宁市、内江市、乐山市、南充市、眉山市、宜宾市、广安市、达州市、雅安市、巴中市、资阳市、阿坝藏族羌族自治州、甘孜藏族自治州、凉山彝族自治州